# Biskupie (Świdnik)
Biskupie – część miasta Świdnik w województwie lubelskim, w powiecie świdnickim. Leży w zachodniej części miasta, w rejonie ulicy Brzegowej.

## Historia
Dawniej była to południowa część wsi Biskupie. Od 1867 w gminie Wólka w powiecie lubelskim. W okresie międzywojennym miejscowość należała do woj. lubelskim. 1 września 1933 utworzono gromadę Biskupie Wieś w granicach gminy Wólka.
Podczas II wojny światowej Biskupie włączono do Generalnego Gubernatorstwa (dystrykt lubelski), cały czas w gminie Wólka. W 1943 roku liczba mieszkańców wynosiła 268.
Po II wojnie światowej wojnie Biskupie należało do powiatu lubelskiego w woj. lubelskim jako jedna z 27 gromad gminy Wólka.
W związku z reorganizacją administracji wiejskiej jesienią 1954, główna część gromady Biskupie weszła 5 października 1954 w skład nowo utworzonej gromady Wólka, natomiast część Biskupia włączono do  gromady Adampol, którą 13 listopada 1954 przekształcono w miasto Świdnik. W związku z tym Biskupie świdnickie stało się integralną częścią miasta. Północną część Biskupia włączono 1 stycznia 1989 do Lublina.